# El horror en la Playa Martin
El horror en la playa Martin (título original en inglés, The Horror at Martin's Beach) es un relato corto de H. P. Lovecraft y Sonia H. Greene (1883-1972). Fue escrito en junio de 1922 y publicado inicialmente (como El monstruo invisible) en noviembre de 1923 en la revista Weird Tales (Vol. 2, n.º 4, 75–76, 83).

## Sinopsis
Una extraña criatura es asesinada por marineros. Luego de ser examinada se determina que se trata de una especie joven de un animal desconocido por el hombre. A partir de ese momento empiezan a ocurrir extraños ataques a los marineros, presuntamente por la furiosa madre de la criatura asesinada.

## Edición en castellano
- Lovecraft, Howard Phillips (2013, reedición 2019). Más allá de los eones y otras historias en colaboración (José María Nebreda, trad.). Gótica 91. Madrid: Valdemar. ISBN 978-84-7702-895-6.